# Deraeocoris punctulatus
Deraeocoris punctulatus is een wants uit de familie van de blindwantsen (Miridae). De soort werd het eerst wetenschappelijk beschreven door Carl Fredrik Fallén in 1807.

## Uiterlijk
De ovale, geelbruine of geelgrijze blindwants heeft volledige vleugels en kan 4 tot 4,5 mm lang worden. De antennes en de kop hebben een zwarte kleur. Tussen halsschild en kop zit net als bij andere soorten uit dit geslacht een duidelijke ring. Het halsschild is zwart met een soms gedeeltelijke lichte middenlijn en bruine zijranden. Het scutellum is ook zwart met witte zijkanten. Rondom de licht gekleurde punten van het verharde gedeelte van de voorvleugels (cuneus) zijn de vleugels donkerbruin gevlekt. De pootjes hebben een bruine kleur met om de scheen twee lichtbruine ringen.

## Leefwijze
De wantsen leven in zanderige gebieden, op en in de buurt van allerlei kruiden. Ze overwinteren als eitje en er is één enkele generatie in het jaar. De volgroeide wantsen kunnen van mei tot september waargenomen worden.

## Leefgebied
Het verspreidingsgebied van de soort is Holarctisch en komt voor in Europa, Azië en Noord-Amerika. In Nederland is de wants zeldzaam.